# Consenso de 1992
O Consenso de 1992 é um termo político na relação entre China e Taiwan que se refere a um encontro ocorrido em 1992 entre representantes semioficiais do Partido Comunista da China, no poder da República Popular da China, e o Partido Nacionalista da China, no poder da República da China (Taiwan). O Encontro é dado como o reinicio das relações entre o partido comunista e o partido nacionalista desde o rescaldo da Guerra Civil Chinesa e da Retirada da República da China para Taiwan, o que diretamente, significou um dialogo entre a China e Taiwan.
A Veracidade das reuniões deste consenso são disputadas dentro de Taiwan.[carece de fontes?] O partido nacionalista compreende que o consenso tornou a Política de Uma China em "Uma China, Diferente interpretações" (一中各表, 一個中國各自表述); na pratica, isso significa que China e Taiwan se reconhecem e concordam que só existe uma China, no entanto, discordam sobre quem é a China de fato (Ver sobre o Estatuto de Taiwan). Em outras palavras, a China reconhece o governo de Taiwan, mas eles seriam ilegítimos.
O Partido Democrático Progressista (PDP), que lidera o movimento de Independência de Taiwan e está no poder desde 2016, rejeita o consenso de 1992, bem como afirma que Taiwan não é, ou não faz parte, da China. o PDP afirma que Taiwan é um país que não possui ligações com a China continental, bem como rejeita o governo estabelecido pelo partido nacionalista.
Os criticos também afirmam que o termo "Uma China, Diferente interpretações" é uma anacronia, pois, o termo nunca teria sido usado nas reuniões de 1992, mas sim em Abril de 2000 por Su Chi. Também há a versão de Lee Teng-hui que negou a existência do consenso em 2006.
- Estatuto de Taiwan
- Relações entre China e Taiwan
- Guerra Civil Chinesa
- Política da República da China